# 남술라웨시어군
남술라웨시어군(영어: South Sulawesi languages)은 오스트로네시아어족에 속하는 어군이다. 인도네시아의 남술라웨시주와 서술라웨시주에서 부기족 및 그와 연관된 민족들이 사용하는 여러 언어가 속한다.

## 내부 분류
- 부기스어군
  - 부기어군: 부기어, 참팔라기안어
  - 타만어군: 음발로어, 타만어
- 마카사르어군: 븐통어, 연안 콘조어, 고지 콘조어, 마카사르어, 슬라야르어
- 세코어군: 부동부동어, 파나수안어, 세코파당어, 세코틍아어
- 레몰랑어
- 북부 남술라웨시어군
  - 마무주어
  - 만다르어
  - 마센렘풀루어군: 두리어, 엔레캉어, 말림풍어, 마이와어
  - 피투 울룬나 살루어군: 아랄레·타불라한어, 다카어, 파네이어, 밤밤어, 울루만다어
  - 토라자어군: 칼룸팡어, 타에어, 마마사어 (파타에어 포함), 토라자·사단어, 탈론도어

음발로어(말로어)로 대표되는 타만어군의 위치는 20세기 말까지도 불분명했다. 네덜란드 출신 언어학자 카를 A. 아델라르가 처음으로 타만어군과 부기어가 가까운 관계임을 밝힘으로써 타만어군이 남술라웨시어군에 포함될 수 있음을 보였다.

## 외적 분류
오늘날의 연구 수준에서 남술라웨시어군은 오스트로네시아어족 말레이폴리네시아어파의 최상위 분기군으로 여겨진다.

## 말라가시어에 끼친 영향
Adelaar (1995)는 말라가시어의 어휘가 바리토어군에서만 기원한 것이 아니며 남술라웨시어군에서 비롯한 단어를 많이 포함하고 있다고 주장했다. Blench (2018)은 이를 뒷받침하는 추가적인 증거를 내놓았다.

## 재구
Mills (1975)가 남술라웨시조어를 재구한 바 있다.

## 같이 보기
- 술라웨시어군